# Dubac (Čajniče, BiH)
Dubac je naseljeno mjesto u općini Čajniču, Republika Srpska, BiH. Nalazi se između rijeka Batovke i Krvnice.
Godine 1985. pripojen je naselju Glamočevićima (Sl. list SRBiH 24/85).

## Stanovništvo
| Narod     | Popis 1961. | Popis 1971. | Popis 1981. |
| --------- | ----------- | ----------- | ----------- |
| Hrvati    | 1           |             |             |
| Muslimani | 113         | 82          | 37          |
| Srbi      | 47          | 32          | 29          |
| ostali    |             |             |             |
| Ukupno    | 161         | 114         | 68          |